# Дарчиев, Александр Никитич
Алекса́ндр Ники́тич Дарчи́ев (род. 14 мая 1960, Венгрия) — российский дипломат. Чрезвычайный и полномочный посол (2016). Чрезвычайный и полномочный посол Российской Федерации в США и постоянный наблюдатель Российской Федерации при Организации американских государств по совместительству с 6 марта 2025 года.

## Биография
Родился в 1960 году в Венгерской Народной Республике, в семье дипломата Никиты Ивановича Дарчиева (1935—2018).
Окончил исторический факультет Московского государственного университета им. М. В. Ломоносова (1983). Кандидат исторических наук. Владеет английским и французским языками.
В 1983—1992 годах — аспирант, младший научный сотрудник, научный сотрудник Института США и Канады АН СССР. В 1987 году защитил кандидатскую диссертацию «Леволиберальные силы в общественно-политической жизни США, 70-80-е годы».

### Дипломатическая служба
На дипломатической работе с 1992 года.
- В 1992—1997 годах — первый секретарь, заведующий отделом, начальник отдела Департамента Северной Америки МИД России.
- В 1997—2002 годах — советник Посольства России в США.
- В 2003—2005 годах — заместитель директора Департамента Северной Америки МИД России.
- В 2005—2010 годах — советник-посланник Посольства России в США.
- С февраля 2010 по октябрь 2014 года — директор Департамента Северной Америки МИД России.
- С 24 октября 2014 по 11 января 2021 года — чрезвычайный и полномочный посол Российской Федерации в Канаде[2][3].
- С 18 января 2021 по январь 2025 года — директор Департамента Северной Америки МИД России.
- С января по 6 марта 2025 года — директор Департамента Северной Атлантики МИД России.

#### Посол России в Соединённых Штатах Америки
После отставки Анатолия Антонова в октябре 2024 года, Дарчиев рассматривался как основной кандидат на должность Чрезвычайного и полномочного посла России в США.
27 февраля 2025 года Дарчиев возглавил российскую делегацию на переговорах между США и Россией в Стамбуле, в ходе чего стороны обсудили восстановление российско-американских отношений, в том числе возобновление работы посольств и прямого авиасообщения между странами. В частности, во время переговоров американская сторона выдала агреман на назначение Дарчиева послом России в их стране.
6 марта 2025 года указом президента России назначен чрезвычайным и полномочным послом в США и постоянным наблюдателем Российской Федерации при Организации американских государств в Вашингтоне по совместительству.
26 марта 2025 года Дарчиев прибыл в США, и на следующий день вручил копии верительных грамот в Госдепартаменте США. 11 июня вручил верительные грамоты президенту США Дональду Трампу.

## Семья
Отец Дарчиева, Никита Иванович, в 1959—1965 годах был референтом, переводчиком, секретарем консульского отдела, атташе посольства СССР в Венгерской Народной Республике, затем был повышен до первого секретаря посольства СССР в ВНР, впоследствии стал советником. Далее занимал должности заведующего сектором пятого Европейского отдела МИД СССР (1974—1979), генерального консула в Дебрецене (1988—1991), заведующего отделом третьего Европейского управления МИД СССР/России (1991—1995). Карьеру завершил в 1999 году в должности старшего советника, советника-посланника посольства России в Венгерской Республике, а также в ранге чрезвычайного и полномочного посланника 2-го класса.
Александр Дарчиев женат, имеет дочь.

## Дипломатический ранг
- Чрезвычайный и полномочный посланник 2 класса (29 января 2007)[15]
- Чрезвычайный и полномочный посланник 1 класса (14 июля 2009)[16]
- Чрезвычайный и полномочный посол (10 февраля 2016)[17]

## Награды
- Медаль «За укрепление боевого содружества»[18]
- Нагрудный знак «За отличие» МИД России[18]
- Почётная грамота Президента Российской Федерации[18]
- Почётная грамота МИД России[18]
- Орден Дружбы (23 августа 2019) — за большой вклад в реализацию внешнеполитического курса Российской Федерации и многолетнюю добросовестную дипломатическую службу[19]
- Орден Почёта (30 декабря 2022) — за большой вклад в реализацию внешнеполитического курса Российской Федерации и многолетнюю добросовестную дипломатическую службу[20]